# Sonate K. 93
La sonate K. 93 (F.62/L.465) en sol mineur est une fugue pour clavier du compositeur italien Domenico Scarlatti.

## Présentation
La sonate en sol mineur K. 93 est simplement notée Fuga. C'est l’avant-dernière des cinq fugues du catalogue de Kirkpatrick (K. 30, 41, 58 et 417). Cette œuvre fait sans doute partie des œuvres de jeunesse du compositeur, manifestement conçue pour orgue et sans doute, comme les autres, antérieures à la célèbre fugue K. 30 qui clôt les Essercizi per gravicembalo. 
Toutes les fugues de Scarlatti sont peu rigoureuses au regard du contrepoint. Elles sont conformes à la tradition italienne de l'époque du compositeur, où « la fugue pour clavier était une manière et non un principe structurel ». Les fugues de Scarlatti sont « dominées par l'harmonie verticale de la basso continuo, sur quoi est appliquée une décoration de surface en style fugué ».
Le sujet est presque scolaire et ses quatre voix progressent souvent par mouvements parallèles.

## Manuscrit

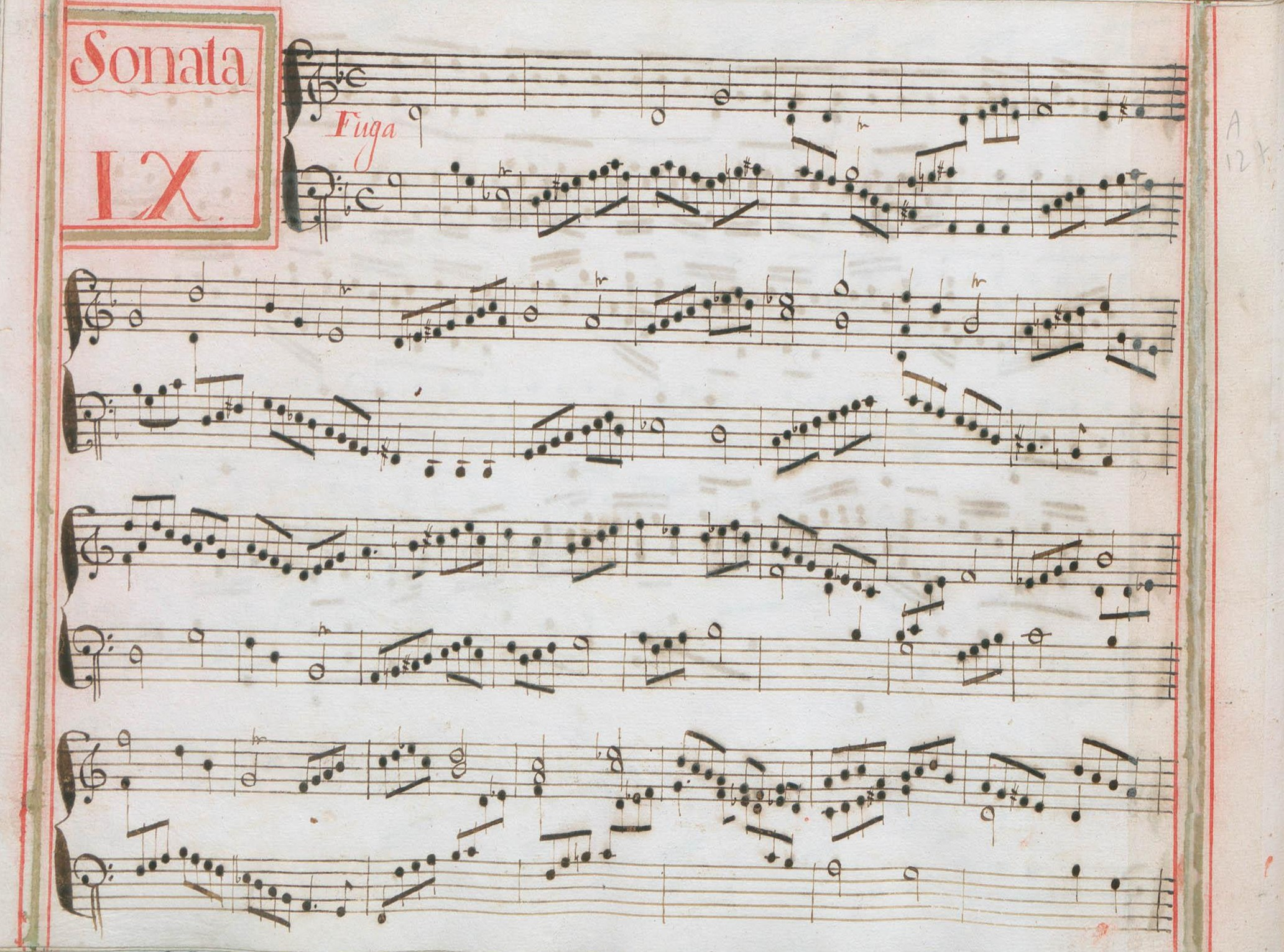
Début de la fugue, extraite du volume XIV du manuscrit de Venise copié en 1742.

L'unique source est le numéro 60 du volume XIV de Venise (1742), copié pour Maria Barbara.

## Interprètes
La sonate K. 93 est peu jouée. Au piano, elle est défendue par Fabio Grasso (2005, Accord) ; au clavecin par Scott Ross (Erato, 1985). Richard Lester l'a enregistrée à l'orgue au sein de son intégrale (2005, Nimbus, vol. 6), ainsi que Maria Cecilia Farina (Stradivarius, vol. 9). Au piano-forte, elle est interprétée par Aline Zylberajch (2005, Ambronay).

## Sources
: document utilisé comme source pour la rédaction de cet article.
- Ralph Kirkpatrick (trad. de l'anglais par Dennis Collins), Domenico Scarlatti, Paris, Lattès, coll. « Musique et Musiciens », 1982 (1re éd. 1953 (en)), 493 p. (OCLC 954954205, BNF 34689181), p. 189, 238.
- Alain de Chambure, « Domenico Scarlatti : Intégrale des sonates — Scott Ross », Erato (2564-62092-2), 1985 (OCLC 891183737) .